# 德国联邦机构
根据《德意志联邦共和国基本法》 第86条，德国联邦机构设立的目的是为了协助该国联邦行政机构的工作 。 
联邦机构组织分在四个层面上：
- 顶级联邦机构
- 高级联邦机构
- 中级联邦机构
- 低级联邦机构

## 顶级联邦机构
顶级联邦机构（ ObersteBundesbehörden ），与其他级别的联邦机构不同。基本法中特别提到了这些部门。 它们包括：
- 德国联邦总统府
- 德国联邦议长办公室
- 德国联邦总理府
- 德国联邦参议院行政办公室
- 德国联邦宪法法院院长 （Bundesverfassungsgericht）
- 德国联邦审计署 （Bundesrechnungshof）
- 联邦政府文化和媒体代表 （ Kulturstaatsminister ）
- 联邦政府新闻和信息局（ Bundespresseamt ）
- 德国内阁成员领导的14个联邦部委
  - 德国外交部（AA）
  - 德国联邦财政部（BMF）
  - 德国联邦司法及消费者保护部（BMJV）
  - 德国联邦国防部（BMVg）
  - 德国联邦内政、建设和家园部（BMI）
  - 德国联邦劳动及社会事务部（BMAS）
  - 德国联邦教育及研究部（BMBF）
  - 德国联邦食品及农业部（BMEL）
  - 德国联邦家庭事务、老年、妇女及青年部（BMFSFJ）
  - 德国联邦卫生部（BMG）
  - 德国联邦环境、自然保护和核安全部（BMU）
  - 德国联邦交通和数字基础设施部（BMVI）
  - 德國聯邦經濟合作及發展部（BMZ）
  - 德国联邦经济事务和能源部（BMWi）
- 德意志联邦银行的执行董事会
- 德国联邦数据保护与信息自由保护委员会

## 高级联邦机构
德国联邦立法机构有权建立高级的联邦机构（ Bundesoberbehörden ）。 这些机构直接隶属于一个联邦部，并且大多没有任何下属机构，例如
- 德国联邦情报局（隶属于德国总理府）
- 联邦刑事警察局、联邦宪法保护办公室、联邦信息安全办公室和的鬼片；联邦技术救援协会（内政部）
- 联邦网络机构 （联邦经济和技术部）
- 德国专利和联邦司法部（联邦司法部）
- 联邦自然保护局和联邦辐射防护局 （联邦环境，自然保护和核安全部）
- 联邦材料研究和测试机构 （联邦经济和技术部）
- 联邦铁路管理局和联邦航空局 （联邦运输部，建筑和城市事务部）
- Zollkriminalamt （联邦财政部）。

## 中级联邦机构
另外有36个中级联邦机构位于联邦政府部门和最低行政级别之间。他们的职责仅限于特定的地区，例如五个联邦财政指导办公室（Bundesfinanzdirektionen，隶属于联邦财政部）或联邦国防军的四个军区管理办公室（由联邦国防部长指挥）。

## 低级联邦机构
低级联邦机构隶属于中级机构，负责相对较小的地区，如地区招聘办公室，航道和海运办事处或总务海关。
根据基本法的第83条，联邦法律一般由德国各州的行政部门执行，而涉及宪法本身列举的明确项目的法律除外。 因此，中等和低级联邦机构的设立仅限于宪法明确授权的项目，包括：外交政策、公共财政、水路和航运、边境管制、情报评估、国家安全和刑事调查等。另外还包括涉及德国联邦国防军或航空和铁路问题的项目。